# Wiederau
Wiederau est un petit village sur la rivière Weiße Elster, faisant partie de la municipalité de Pegau, au sud de Leipzig. On y trouve un château du XVIIIe siècle et une grande antenne de diffusion, l'Émetteur de Wiederau.
Le samedi 28 septembre 1737, Johann Sebastian Bach y donna sa cantate profane Angenehmes Wiederau (BWV 30a) pour le nouveau propriétaire du domaine de Wiederau, Johann Christian von Hennicke.